# Орден Кавалеров Почёта
Орден Кавалеров Чести, или Орден Кавалеров Почёта (англ. Order of the Companions of Honour), — орден Британии и Содружества. Награда за выдающиеся достижения в искусствах, литературе, музыке, науке, политике, промышленности и религии. Занимает последнюю позицию в порядке старшинства, однако в силу особенностей статута (критерии награждения, ограничение состава награждённых) может считаться младшим собратом Ордена Заслуг.

## Трудности перевода
Английское слово «Companion» в данном случае точнее всего перевести как «кавалер» (а не как «компаньон» или «товарищ»), потому что кавалер на ступеньку ниже рыцарского звания, либо низший разряд рыцарства в других орденах.

## История и описание
Создан королём Георгом V в июне 1917.
Состоит из Суверена (действующего монарха Соединённого Королевства) и не более 65 (до 1943 года — 50) Кавалеров чести (англ. Companions of Honour), из которых первоначально предусматривалась квота в 45 членов из Соединённого Королевства, 7 из Австралии, 2 из Новой Зеландии и 11 из прочих стран, исторически подконтрольных британской короне (но с 1981 г. Австралия заменила для своих жителей награждение этим орденом на награждение орденом Австралии). Кроме того, граждане прочих стран могут быть добавлены как «почётные члены». Орден не даёт рыцарства или прочего статуса, получатели одноразрядного ордена могут указывать на свою принадлежность к нему, ставя после имени (точнее, фамилии) буквы «CH» (англ. аббревиатуру названия ордена).

## Внешний вид ордена
Значок ордена — овальный медальон с дубовым деревом, щит с королевским гербом свисает с одной ветки, а слева рыцарь в доспехах. На значке чисто синяя граница носит девиз IN ACTION FAITHFUL AND IN HONOUR CLEAR (с англ. «В деяниях верен и честью чист») золотыми буквами, и на овале имперская корона. Мужчины носят значок на ленте (красная с золотой вышивкой по краям) вокруг шеи, а женщины на сгибе левого плеча.